# Der Ekel
Der Ekel (französisch La nausée, siehe auch, medizinisch: Nausea) ist ein Roman von Jean-Paul Sartre. Er erschien im Jahr 1938 und gilt als Hauptroman des Existentialismus.
Den ursprünglich von Sartre geplanten Titel Melancholia (nach Albrecht Dürers Kupferstich) lehnte sein Verleger Gallimard ab und schlug seinerseits den aktuellen Titel vor.

## Inhalt
In seinem ersten Roman, an dem Sartre fünf Jahre arbeitete, sind bereits viele Themen enthalten, die in seinen späteren philosophischen Werken klarer werden. Das Buch ist eine Ansammlung von Tagebucheinträgen des Ich-Erzählers Roquentin, der versucht, sich über den Ekel klar zu werden, der ihn seit einiger Zeit beschleicht.
Gewidmet ist der Roman Simone de Beauvoir alias Castor. Vorangestellt ist ein Zitat aus einem Theaterstück von Louis Ferdinand Céline (in der Übersetzung von Heinrich Wallfisch):

« C’est un garçon sans importance collective, c’est tout juste un individu. »

„Dieser Kerl hat keinen Wert für die Gesellschaft, er ist einfach nur ein Individuum.“

Antoine Roquentin ist ein Historiker, der in einer kleinen Stadt namens Bouville (la boue = „der Schlamm“, also „Schlammstadt“, Anklang an Deauville. Sartre lebte zur Zeit der Abfassung in Le Havre) lebt und dort ein historisches Buch über den Diplomaten Marquis de Rollebon schreibt, worin er zurzeit die einzige Rechtfertigung für seine Existenz sieht. Dieser Ekel, den er eher in den Dingen selbst spürt, verlässt ihn nur beim Anhören der Jazzplatte „Some of These Days“ von Sophie Tucker. Die Ursache des Ekels ist die Sinnlosigkeit und Zufälligkeit seiner Existenz. Nur die Verkettung von Umständen, die Unumkehrbarkeit der Ereignisse – er erinnert sich dabei an seine Abenteuer – macht ihn glücklich. Romane, Erzählungen und Kunstwerke, diese gemachten Dinge, bereiten ihm durch die Strenge ihrer Form Glück. Gleichzeitig lässt Sartre Roquentin gerade beim Anblick eines Gemäldes seine eigene Existenz hinterfragen:

„Und es stimmte, ich war mir dessen immer bewusst gewesen: Ich hatte kein Recht zu existieren. Ich war zufällig erschienen, ich existierte wie ein Stein, eine Pflanze, eine Mikrobe. Mein Leben wuchs auf Geratewohl und in alle Richtungen. Es gab mir manchmal unbestimmte Signale; dann wieder fühlte ich nichts als ein Summen ohne Bedeutung.“

Das wirkliche Leben hingegen, das Verstreichen der Tage, das Kommen und Gehen von Menschen, besitzt für Roquentin keine Notwendigkeit. Erst wenn man das Leben erzählt, ändert sich dies. Die Sinnlosigkeit der Existenz wird Roquentin beim Anblick einer Wurzel im Park bewusst. Zwar weiß man, was die Funktion einer Wurzel allgemein ist, aber für die Existenz dieser einzelnen Wurzel gibt es keine Erklärung. Im Gegensatz dazu existiert das vollständig Erklärbare, zum Beispiel ein Kreis, nicht. Die Existenz lässt sich also nicht aus einem Wesen ableiten, sie geht dem Wesen voraus. Am Ende des Buches fasst Roquentin den Entschluss, sein Dasein als Historiker aufzugeben und stattdessen einen Roman zu schreiben, um sich im Dienst der strengen Form eine Rechtfertigung als Künstler zu geben.
Das Leben hat für den Romanhelden sämtliche Gewöhnlichkeit verloren. Er erfährt ständig neue Momente seiner sinnlosen Existenz. Am Ende seines Romans deutet Sartre eine Hoffnung an, die man als die Kontingenz bezeichnet, also die innere Endlichkeit einer Existenz, die sich darin äußert, dass ebendiese Existenz auch anders oder überhaupt nicht sein könnte. Auch wenn die Existenz einsam und demnach auch frei ist, muss sich das Individuum in dieser Welt selbst erfinden und kann darüber frei entscheiden, was es sein will.

## Depersonalisationssymptome
Wie in anderen literarischen Werken des Existenzialismus ähnelt der chronische Ekel, welcher den Protagonisten des Romans befällt, den Symptomen der Depersonalisation bzw. einer Derealisationsstörung.